# Fidel Herráez Vegas
Fidel Herráez Vegas (Ávila, Espanha, 28 de julho de 1944) é um clérigo espanhol e arcebispo católico romano emérito de Burgos.
Fidel Herráez Vegas recebeu o Sacramento da Ordem em 19 de maio de 1968.
Em 14 de maio de 1996, o Papa João Paulo II o nomeou Bispo Titular de Cediae e o nomeou Bispo Auxiliar de Madri. O Arcebispo de Madri, Antonio María Rouco Varela, o consagrou em 29 de junho do mesmo ano; Os co-consagradores foram o núncio apostólico na Espanha, o arcebispo Lajos Kada, e o arcebispo emérito de Madri, cardeal Ángel Suquía.
Em 30 de outubro de 2015, o Papa Francisco o nomeou Arcebispo de Burgos, com posse em 28 de novembro do mesmo ano.
Em 6 de outubro de 2020, o Papa Francisco aceitou sua aposentadoria por motivos de idade.